# Frankweiler
Frankweiler é um município da Alemanha localizado no distrito de Südliche Weinstraße, no estado da Renânia-Palatinado. É membro da associação municipal de Verbandsgemeinde Landau-Land.

## Política
Cadeiras ocupadas na comunidade:
|      | SPD | FDP | FWG Stieß | EFWG | Total       |
| 2009 | 3   | 1   | 6         | 2    | 12 cadeiras |
| 2004 | 2   | 1   | 7         | 2    | 12 cadeiras |

## Galeria de imagens

Frankweiler
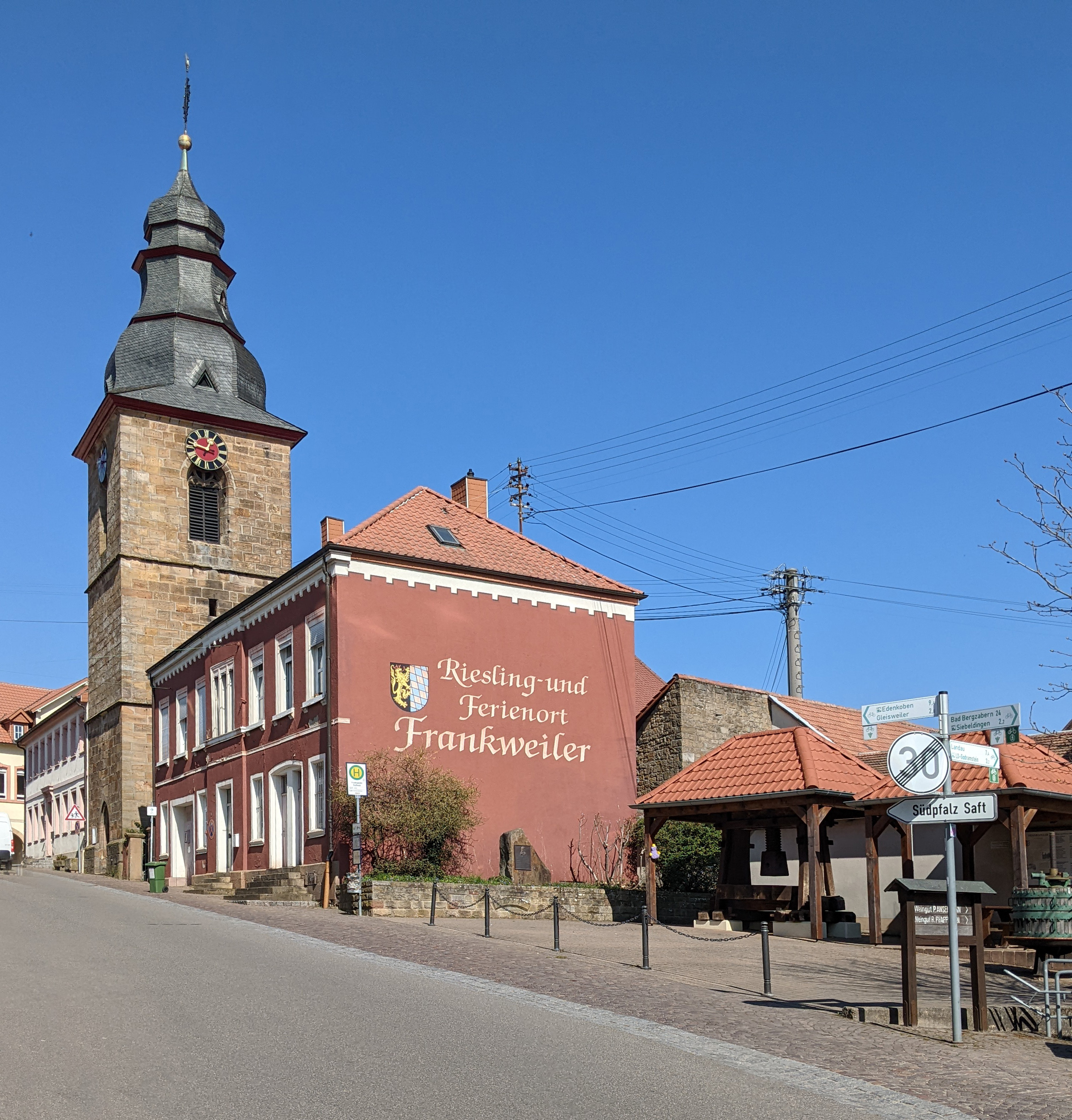
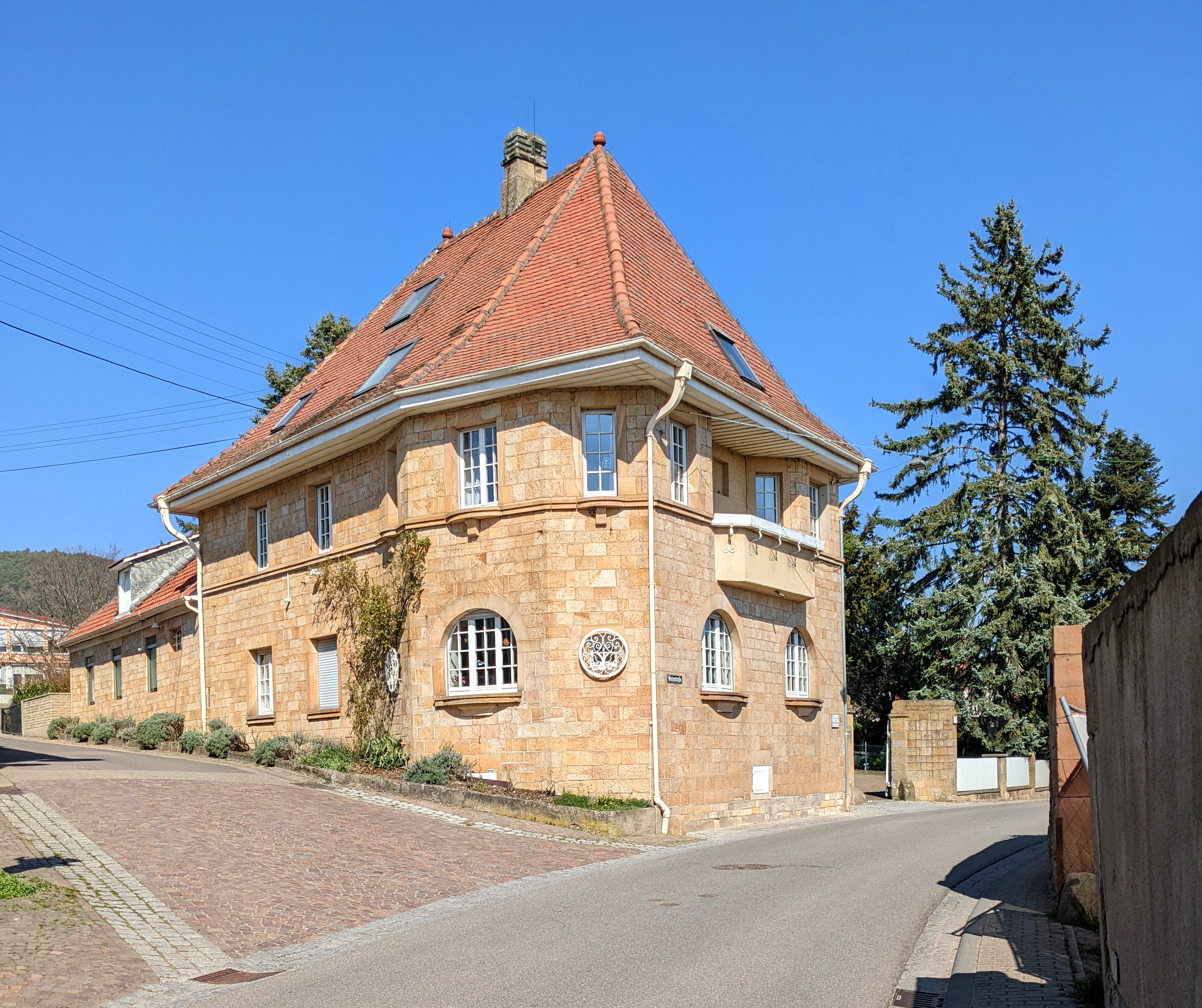
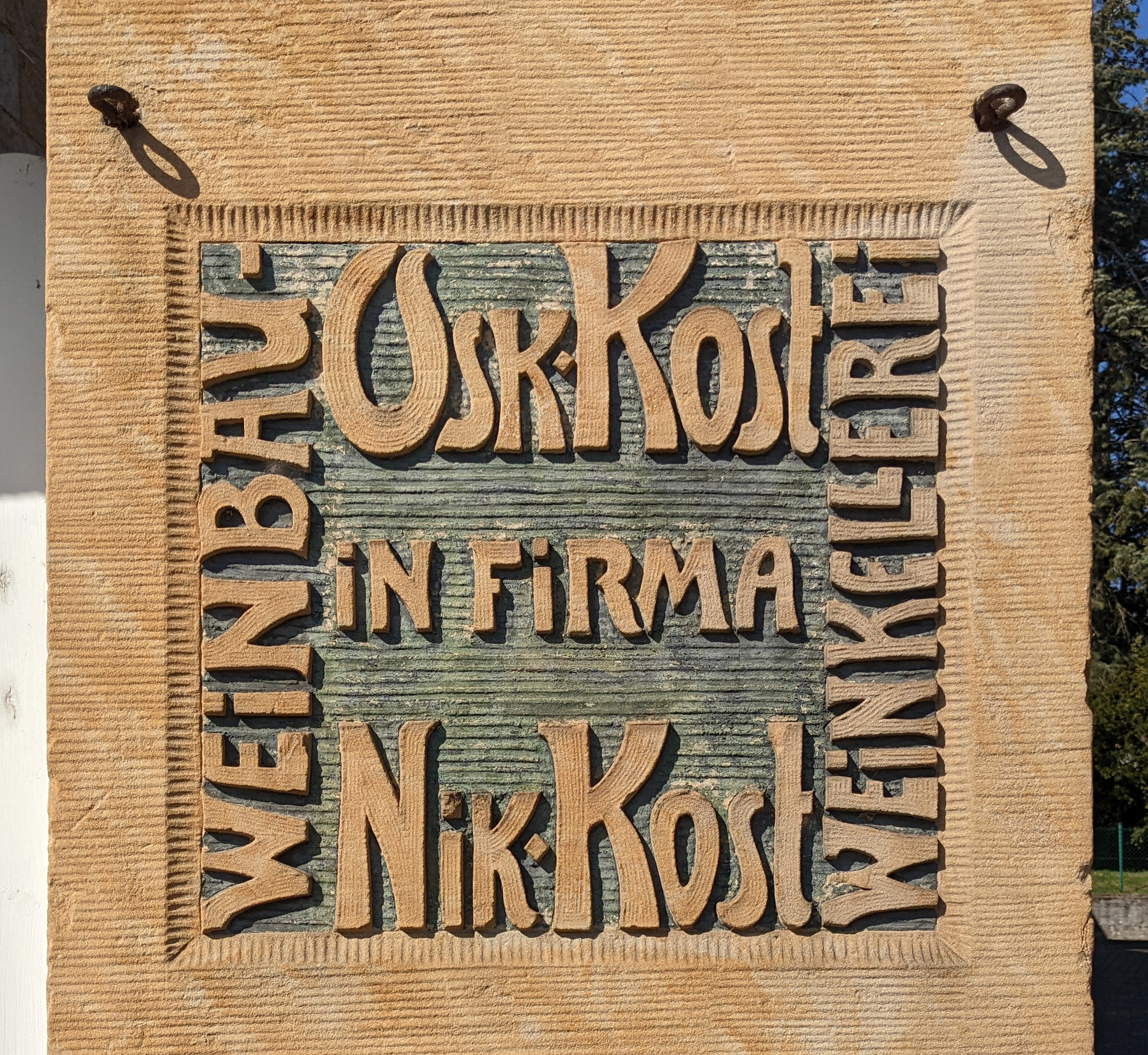
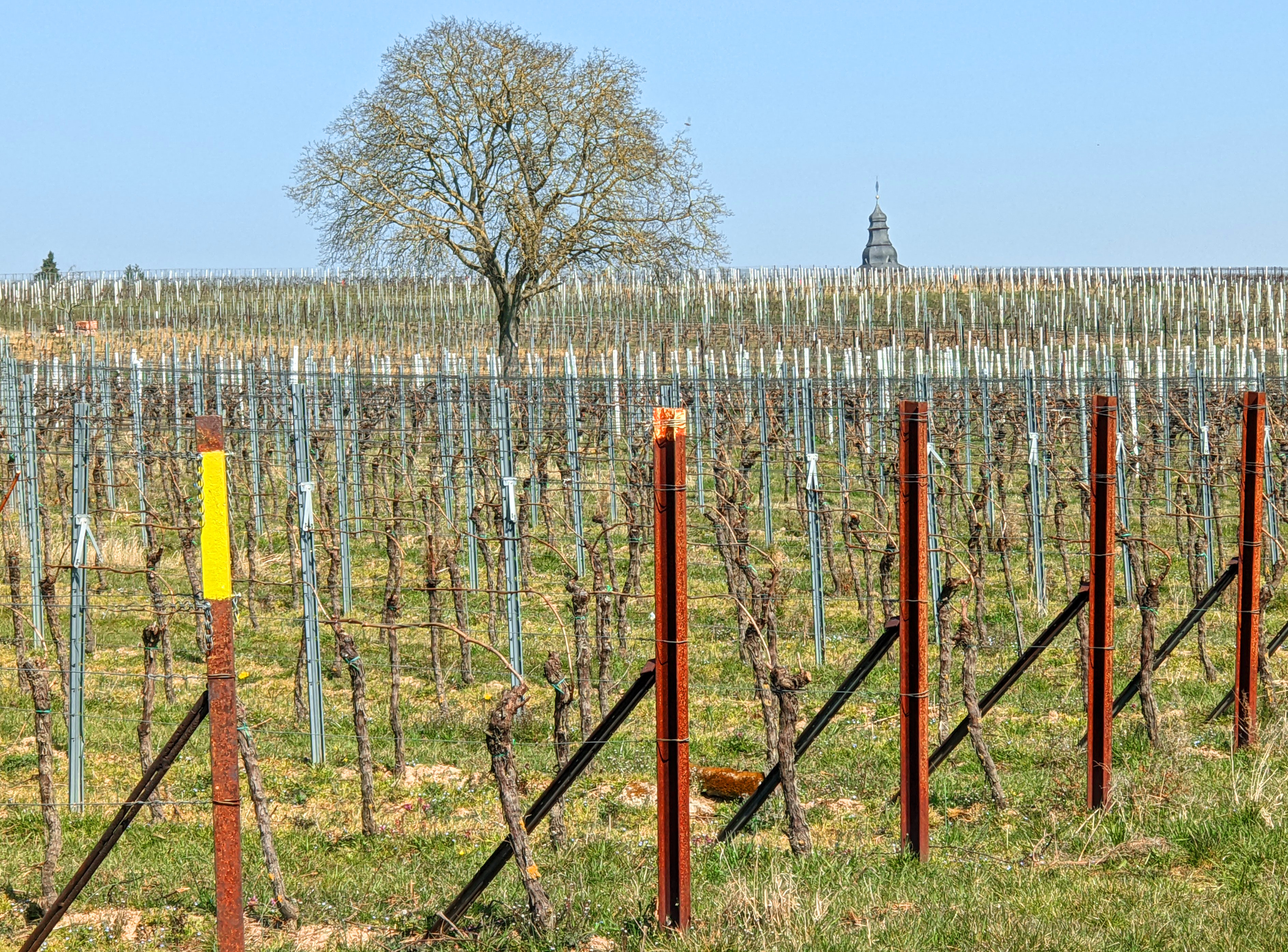
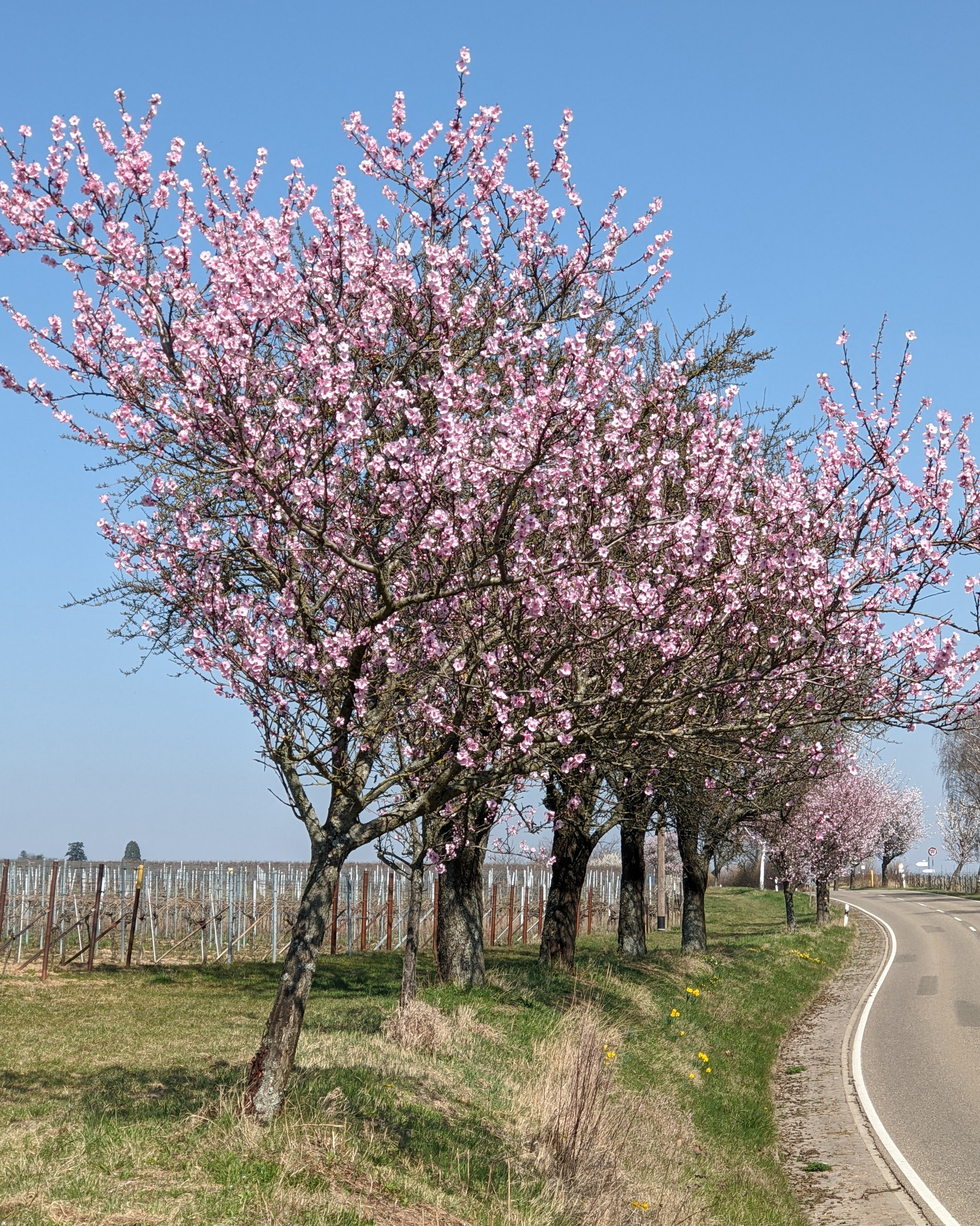
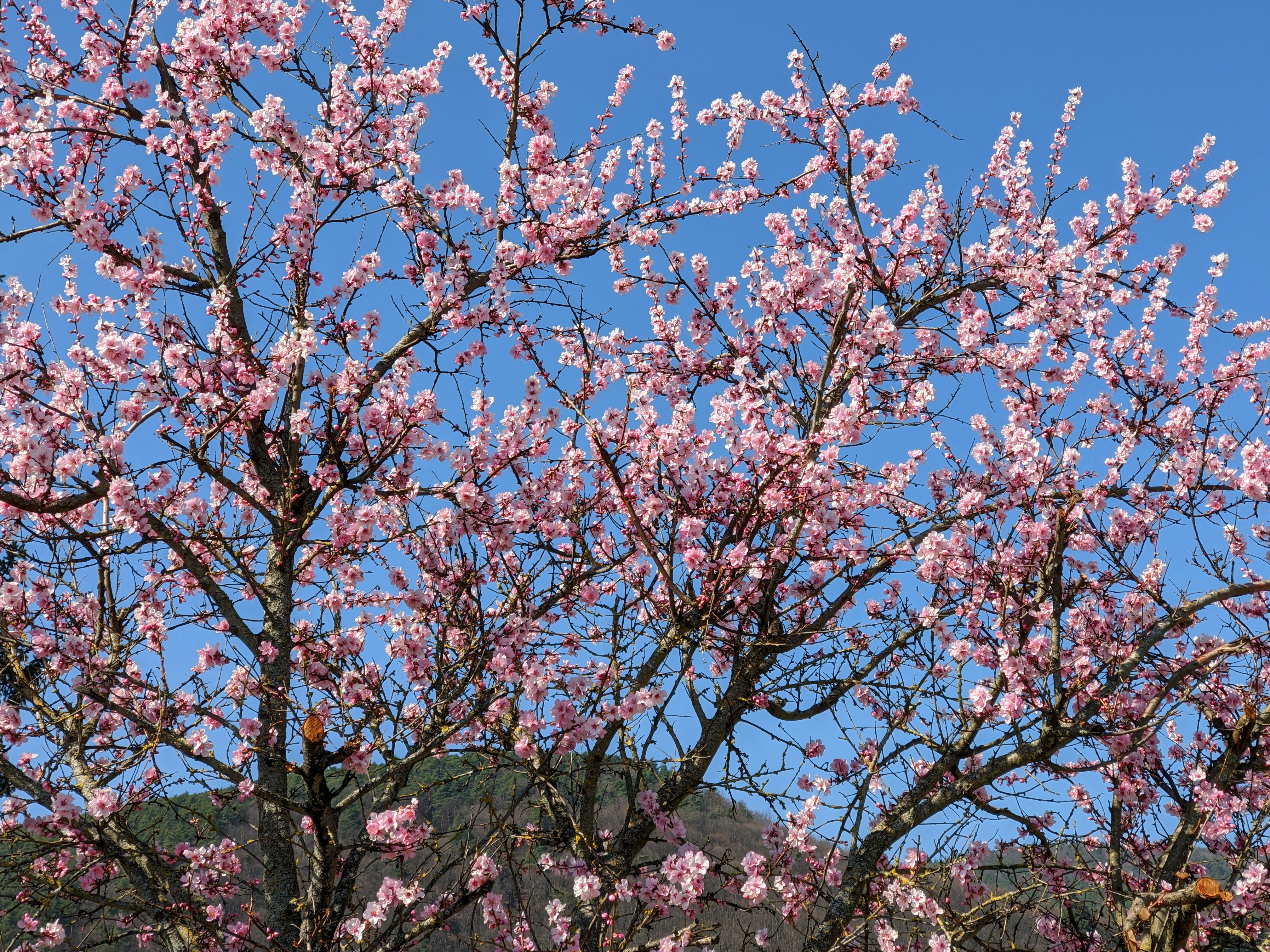